# Chicago Marathon 1996
De Chicago Marathon 1996 vond plaats op 20 oktober 1996 in Chicago. 
Bij de mannen won de Brit Paul Evans in een tijd van 2:08.52.
Ook bij de vrouwen was een Britse de snelste: Marion Sutton in een tijd van 2:30.41.

## Uitslagen

### Mannen
| rang   | naam              | land | tijd    |
| ------ | ----------------- | ---- | ------- |
| Goud   | Paul Evans        | GBR  | 2:08.52 |
| Zilver | Jerry Lawson      | USA  | 2:10.04 |
| Brons  | Leonid Shvetsov   | RUS  | 2:10.23 |
| 4      | Eamonn Martin     | GBR  | 2:11.21 |
| 5      | Gary Staines      | GBR  | 2:11.25 |
| 6      | Jackson Kabiga    | KEN  | 2:11.44 |
| 7      | Carlos Bautista   | MEX  | 2:12.18 |
| 8      | Luis Reyes        | MEX  | 2:13.04 |
| 9      | Eddy Hellebuyck   | BEL  | 2:13.19 |
| 10     | Antonio Rodriguez | POR  | 2:13.27 |

### Vrouwen
| rang   | naam              | land | tijd    |
| ------ | ----------------- | ---- | ------- |
| Goud   | Marian Sutton     | GBR  | 2:30.41 |
| Zilver | Kristy Johnston   | USA  | 2:31.06 |
| Brons  | Danuta Bartoszek  | CAN  | 2:33.01 |
| 4      | Gitte Karlshoj    | DEN  | 2:33.53 |
| 5      | Irina Bogacheva   | KGZ  | 2:34.36 |
| 6      | Bonnie McReynolds | USA  | 2:39.18 |
| 7      | Debbie Kilpatrick | USA  | 2:39.23 |
| 8      | Paivi Tikkanen    | FIN  | 2:39.36 |
| 9      | Ritva Lemettinen  | FIN  | 2:42.00 |
| 10     | Sharon Stubler    | USA  | 2:42.39 |

1977 ·
1978 ·
1979 ·
1980 ·
1981 ·
1982 ·
1983 ·
1984 ·
1985 ·
1986 ·
1987 ·
1988 ·
1989 ·
1990 ·
1991 ·
1992 ·
1993 ·
1994 ·
1995 ·
1996 ·
1997 ·
1998 ·
1999 ·
2000 ·
2001 ·
2002 ·
2003 ·
2004 ·
2005 ·
2006 ·
2007 ·
2008 ·
2009 ·
2010 ·
2011 ·
2012 ·
2013 · 
2014 · 
2015 · 
2016 · 
2017 · 
2018 · 
2019 · 
2021 · 
2022 · 
2023